# Rainer Grün

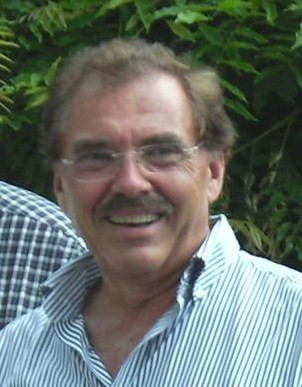
Rainer Grün

Rainer Grün (* 31. März 1950 in Saarbrücken; † 8. Juli 2010 in Freisen-Oberkirchen) war ein deutscher Politiker (CDU). Er war von 1999 bis 2009 Staatssekretär im saarländischen Ministerium für Umwelt (MfU).

## Leben
Rainer Grün wuchs in dem Saarbrücker Stadtteil Gersweiler und in Kirkel auf. Nach seinem Abitur am Saarpfalz-Gymnasium in Homburg studierte Grün bis 1975 Jura an der Universität des Saarlandes. Seine erste juristische Staatsprüfung legte er 1975 ab, die zweite im Jahr 1977. Seine Ernennung zum Gerichtsreferendar erfolgte 1975, zwei Jahre später wurde er zum Assessor im Kriminaldienst des Landes Nordrhein-Westfalen ernannt. Danach lehrte er an der Polizeiführungsakademie in Hiltrup. 1976 wechselte er in den saarländischen Landesdienst. Nach einer Phase als Dezernent im Saarpfalz-Kreis wurde er im saarländischen Innenministerium 1981 zum Regierungsrat ernannt. 1983 übernahm er zusätzlich die Stelle eines Dozenten an der Fachhochschule für Verwaltung des Saarlandes. Von 1992 bis 1999 war Grün Bürgermeister der Verbandsgemeinde Bernkastel-Kues. Von 1999 bis November 2009 war er als Staatssekretär im saarländischen Ministerium für Umwelt tätig. In dieser Funktion nahm er u. a. Aufgaben als Aufsichtsratsmitglied in diversen saarländischen Verbänden und Institutionen wahr.
Rainer Grün war seit 1979 Mitglied der CDU und auch in der Kommunalpolitik aktiv. Von 2002 bis März 2010 war er Vorsitzender des CDU-Gemeindeverbandes seiner Wohngemeinde Namborn. Im Juni 2009 trat er als CDU-Kandidat für das Amt des Direktors des Regionalverbandes Saarbrücken an, konnte sich jedoch in der Stichwahl nicht gegen Peter Gillo (SPD) durchsetzen.
Grün starb ein Jahr später nach einem Sturz von einer Brücke in dem Freisener Ortsteil Oberkirchen. Rainer Grün lebte in Furschweiler, einem Ortsteil der nordsaarländischen Gemeinde Namborn. Er war verheiratet und hatte zwei Söhne und eine Tochter.